# Gradec (gmina Kriwa Pałanka)
Gradec (maced. Градец) – wieś w północno-wschodniej Macedonii Północnej, w gminie Kriwa Pałanka.